# Iosif Dorfman
Iosif Davidovyč Dorfman (Žytomyr, 1º maggio 1952) è uno scacchista francese di origine sovietica.
Partecipò a molti Campionati sovietici; nel 1977 vinse il 45º campionato a Leningrado, alla pari con Boris Gulko (il match di spareggio terminò pari +1 –1 =4). L'anno successivo ottenne il titolo di Grande maestro.
È stato uno dei secondi di Garri Kasparov nei suoi quattro match di Campionato del mondo contro Anatolij Karpov. 
Nel 1993 si trasferì in Francia, dove diventò allenatore di Étienne Bacrot, che allora aveva nove anni, portandolo a diventare il più giovane Grande Maestro francese e del mondo.
Ha giocato per la Francia in tre Olimpiadi degli scacchi: Elista 1998, Bled 2002 e Calvià 2004, con il risultato complessivo di (+6 –1 =22).
Nel 1998 ha vinto il 73º Campionato francese e l'anno successivo è arrivato secondo dietro a Étienne Bacrot.